# Плато (щат)
Вижте пояснителната страница за други значения на Плато.
Плато е един от 36-те щата на Нигерия. Площта му е 26 026 квадратни километра, а населението – 4 200 400 души (по проекция за март 2016 г.). Създаден е на 3 февруари 1976 г. Щатът е разделен допълнително на 14 местни правителствени зони. Намира се в часова зона UCT+1.